# Noémie Mayombo
Noémie Mayombo (Ottignies-Louvain-la-Neuve, 10 februari 1991) is een Belgisch basketbalspeelster. Ze komt sinds 2011 uit voor de Belgian Cats.

## Clubs
- 2008-2009: Universiteit Neuchâtel
- 2009-2010: BBC Nyon
- 2010-2013: Point Chaud Sprimont
- 2013-2015: Dinamo-GUVD Novosibirsk
- 2015-2016: Jenisej Krasnojarsk
- 2016-2017: CCC Polkowice
- 2017-heden: Mersin BB